# Masterpiece (川田真美歌曲)
《masterpiece》是川田真美的第7張單曲。於2009年2月4日由NBC环球娱乐發行。

## 收錄曲
1. masterpiece（4:34）
作詞：川田真美／作曲・編曲：井内舞子
AT-X和全國獨立UHF放送協議會的日本電視動畫《魔法禁書目錄》後期主題曲
2. jellyfish（4:23）
作詞：川田まみ／作曲：中澤伴行／編曲：中澤伴行、尾崎武士
AT-X和全國獨立UHF放送協議會的電視動畫《魔法禁書目錄》插入歌（第23話）
3. masterpiece -Instrumental-
4. jellyfish -Instrumental-

## 相關項目
- 誓い言〜スコシだけもう一度〜
- Rimless〜フチナシノセカイ〜

## 外部連結
- GENEON OFFICIAL WEB SITE